# Sky Showcase
Sky Showcase é um canal britânico de televisão paga lançado em 1 de setembro de 2021 junto qo Sky Max. Pertence e é operado pela Sky Group, uma divisão da empresa de mídia americana Comcast.
Em 28 de julho de 2021 foi anunciado o fim das transmissões do Sky One, cuja programação foi transferida posteriormente para o então novo canal, Sky Max e o Sky Comedy.
Atualmente transmite uma seleção de programas de todo o portfólio de canais da Sky - Sky Witness, Sky Documentaries, Sky Crime, Sky Nature, Sky Arts, Sky Max, Sky Comedy, Sky History, Sky Kids, SyFy e E! , bem como destaques do Sky Cinema e Sky Sports. 